# Habitatge al carrer Balmes, 31 (Rubí)
L'habitatge al carrer Balmes, 31 és una casa del municipi de Rubí (Vallès Occidental) protegida com a bé cultural d'interès local.

## Descripció
És un edifici cantoner, de planta rectangular amb planta baixa i un pis, amb un jardí lateral. Cal destacar l'acroteri, de secció senzilla però amb un traçat ondulant que, juntament amb altres trets estilístics s'apropa al modernisme. La composició de la façana, com altres casos de cantonades de Rubí, es planteja mitjançant tres eixos de simetria importants amb un eix afegit, a la banda considerada més important (carrer Balmes); i amb un plantejament molt més lliure sobre la façana considerada secundària carrer Prim. Justament, a la cantonada de Prim amb Balmes, es veu una tribuna que trenca la regularitat i li dona un caràcter pintoresc. La proximitat de les cases projectades per Muncunill, davant de la plaça Pearson fa que ambdues reforcin l'ambient evocador de l'arquitectura i la vida de les dues primeres dècades del segle xx.

## Història
El barri es desenvolupa a partir de l'expansió del poble cap al sud, durant l'últim quart del segle xix, en el context del pla general d'urbanització de Rubí (1871) i el projecte de reforma, millora i eixample de Rubí (1875). Però el factor determinant del desenvolupament de l'àrea serà arribada del ferrocarril el 1918. La plaça Pearson té diversos noms al llarg de la història: plaça de l'Aurora, plaça del Domènech (molt relacionada amb l'activitat del Teatre Domènech, construït el 1882 i enderrocat el 1973) i finalment, plaça Pearson, l'introductor del ferrocarril a Rubí. Es tracta d'un espai de planta rectangular, ocupat avui dia, per un parc infantil i una zona enjardinada.